# Agama sinaita
Agama sinaita é um lagarto da família Agamidae. É comum em desertos à volta do Mar Vermelho.
O tamanho do lagarto é de 25 cm, tomando a cauda cerca de dois terços do comprimento total. Os membros e cauda são compridos e estreitos dando boa capacidade de trepar e correr. Ao contrário de outras espécies de Agama, o terceiro dedo do pé é o mais comprido invés de ser o quarto.
É activo durante o dia e alimenta-se de insectos e outros artrópodes e plantas.

Durante a época de reprodução, a cor do macho torna-se azul brilhante para atrair as fêmeas. A fêmea adopta manchas castanho-avermelhadas.

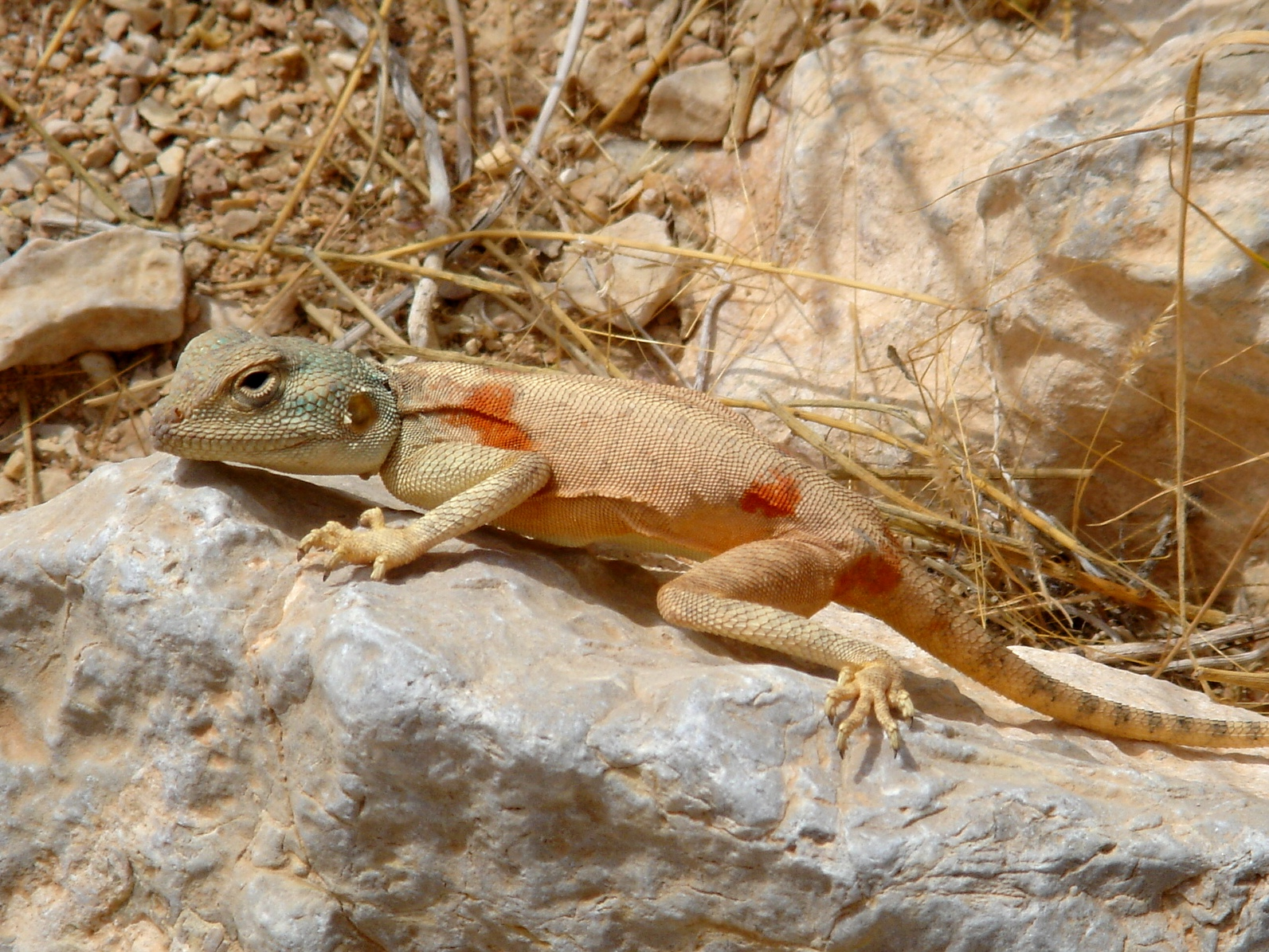
Female Agama sinaita